# DOZ
DOZ(디오지)는 대한민국의 힙합 그룹으로 멤버는 유준성과 이기욱으로서, 멤버 유준성은 남자의자격 - 하모니편에 출연한 경력이있다.
작사,작곡,편곡,디자인,뮤직비디오 촬영 및 편집 을 모두 멤버들이 담당한다.

## DOZ(디오지)의 시작
고교생부터 활동을 시작하여, KBS 전국노래자랑 최우수상, MBC 팔도모창대회 대상 등을 수상하며 컨테스트에서 우승하였다.
앨범작업 중, 가이드곡으로 만들었던 아리가또 고자이마스를 뮤직비디오를 촬영한 후 YouTube 조회수가 150만이 넘는 인기 동영상이 되어 싱글을 발매하게 된다. 이 곡으로 큰 인기를 얻은 DOZ는 뒤이어 두 번째 싱글 다른여자 만나니까 좋더라를 발표했다. 이 앨범의 타이틀곡인 다른여자 만나니까 좋더라의 뮤직비디오는 아리가또 고자이마스와 마찬가지로 DOZ가 직접 제작하였다. 또한, 이때 일본의 유명 메이저 회사인 Avex와 계약후 일본진출을 했으며, 막걸리 CF촬영(이동재팬 '닛코리 막걸리')과 각종 버라이어티 프로그램 출연, 일본 가수들과의 공연등 일본에서 여러면에서 두드러지는 활동을 보여준다. 그리고 DOZ는 한국으로 귀국해 정규1집 첫경험을 발매했다. 타이틀곡 야호를 통해 그들은 공중파에 데뷔한다.
멤버 유준성은 2010년 남자의 자격 합창단 멤버였다.
일본에서의 인기는,
동방신기 등과 같이 활동을 하고 탑 스타들만 공연한다는 오사카 오토멧세에서도 공연을 하였다고 한다.

2011년 소속사, SniperSound와 알 수 없는 이유로 결별한 뒤 네오위즈인터넷과 계약을 맺고 스텝밟어를 시작으로 한달에 앨범 1개씩을 내겠다는 목표로 앨범을 계속 발매하고 있었다.
'
2012년까지 일본 활동을 성공적으로 하였다.
일본 활동을 그만 둔 이유는 2014년 엠넷에서 방송 된 트로트엑스에서 나오는데,
한국회사와의 분쟁으로 인하여 쫓겨나듯이 일본에서 한국으로 왔다고 한다.
2013년 무소속으로 있던 중 아웃사이더가 사장으로 있는 아싸 커뮤니케이션에 들어가게 되었다.
2014년 8월 멤버 이기욱이 결혼을 하고 2015년 1월 멤버 이기욱이 득남했다.
2015년 2월에 아싸 커뮤니케이션과의 계약이 만료. 결별 후 DOZ ENT라는 2인 레이블을 만들고 미니앨범 DOZISM을 시작으로 지금까지 독립적으로 활동중이다.
2015년 7월에는 싱글 [버블티썸머]가 발매되고,
BJ계의 유재석이라 불리는 크리에이터 대도서관의 첫 팬미팅에서 게스트 공연을 하였다.
2019년 현재 멤버들은 모두 개인 활동 중이다.
2017년 여름에 나온 싱글 연트럴 파크 이후로, 멤버 유준성은 유튜브, 솔로 앨범, 타 가수 앨범에 작곡 참여 등으로 활동 중이고
멤버 이기욱은 페이스북의 소개글로 보아 일러스트레이터로 활동 중인 것으로 보인다. (자세한건 추가 바람)

## 멤버
유준성 : 작곡,작사,편곡,랩,보컬
이기욱 : 작곡,작사,랩, 앨범 디자인

## 디스코그래피
| 한국 음반 - 2010.08.23: 아리가또고자이마스 싱글 - 2011.01.25: 다른 여자 만나니까 좋더라 싱글 - 2011.02.21: 첫경험 정규 1집 - 2011.08.23: 스텝밟어(Na Na Na) 싱글 - 2011.09.26: 그녀가 없네요 싱글 - 2011.10.26: 차마.. 싱글 - 2012.01.27: 정말 내가 죽을 죄를 지었어 싱글 - 2012.03.05: 사탕(White Day) 싱글 - 2012.05.07: LOVE IS OVER EP - 2012.05.17: 경험담 시리즈 1탄 싱글 - 2012.05.29: 경험담 시리즈 2탄 싱글 - 2012.06.14: 요로시쿠 오네가이시마스 싱글 - 2012.07.03: 이쁜 강아지만 골라 키우는 그녀 모습 싱글 - 2012.07.19: 내 마음속의 자메이카 싱글 - 2012.08.16: 한 여름밤의 꿈 싱글 - 2012.09.03: 댄스 머신(Dance Machine) 싱글 - 2012.10.29: 술먹고 전화하지 말걸 그랬어 싱글 - 2012.12.03: 크리스마스 FOR YOU 싱글 - 2013.12.23: 홍대 사람 겁나 많아 싱글 - 2014.08.04: 욕심쟁이 싱글 - 2015.06.08: DOZISM EP - 2015.07.15: 버블티썸머 싱글 - 2015.09.08: 바스켓(BASEKT 싱글 - 2015.11.04: 술이술술(Like To Party 싱글 | 일본 음반 - 2010.12.08: ありがとうごじゃいます 싱글 | 참여 앨범 - 2013.08.31: KBS2 불후의 명곡 - 전설을 노래하다 "오빠특집 1탄 전영록 편" 사랑은 연필로 쓰세요 - 아웃사이더 편곡 - 2014.05: 팻두 8집 - 한 남자와 두 여자의 일기장 5번 트랙 피쳐링 |

## 광고
| 연도 | 한국 광고 출연                    | 일본 광고 출연                   |
| ---- | --------------------------------- | -------------------------------- |
| 2011 | - 방송사 "온게임넷 그녀가 토끼다" | - 주류 "이동 재팬 닛꼬리 막걸리" |
| 2012 | - 통신사 "LG U+ LTE 진리 어워드"  |                                  |